# Under the Gun
Under The Gun ist ein Lied der britischen Band The Sisters of Mercy, die 1993 in ihrem Album A Slight Case of Overbombing: Greatest Hits Vol.1 erschien.

## Entstehung und Veröffentlichung
Das Lied wurde von Andrew Eldritch, Billie Hughes und Roxanne Seeman geschrieben und von Eldritch und Hughes produziert.
Zwei alternative Versionen erschienen 2017 als Bonustracks der Kompilation Some Girls Wander by Mistake. Das Album wurde unter dem eigenen Musiklabel Merciful Release sowie durch Eastwest/Warner Music UK veröffentlicht.
Die Produktion erfolgte unter der Leitung von Ian Stanley; der Gesang stammt von Terri Nunn.

## Hintergrund
Das Lied ist zu großen Teilen eine Coverversion von Two Worlds Apart, ein von Billie Hughes und Roxanne Seeman geschriebenes Lied, das nur in Japan als Teil von Hughes Album Welcome to the Edge veröffentlicht wurde.

## Titelliste

### 7″: Merciful Release / MR59
1. Under the Gun (Eldritch, Hughes, Seeman) – 6:16
2. Alice (1993) (Eldritch) – 3:57

### 12″: Merciful Release / MR59T; CD: Merciful Release / MR59CD
1. Under the Gun (Metropolis Mix) – 6:16
2. Alice (1993) – 3:57
3. Under the Gun (Jutland Mix) – 6:20

## Mitwirkende
- Andrew Eldritch – Gesang
- Terri Nunn – Gesang
- Adam Pearson – Gitarre

## Charts und Chartplatzierungen
| ChartsChartplatzierungen     | Höchstplatzierung | Wochen |
| ---------------------------- | ----------------- | ------ |
| Deutschland (GfK)            | 40 (7 Wo.)        | 7      |
| Vereinigtes Königreich (OCC) | 19 (3 Wo.)        | 3      |